# Marek Perepeczko
Marek Perepeczko (n. 3 aprilie 1942, Varșovia, Guvernământul General – d. 17 noiembrie 2005, Częstochowa, Polonia) a fost un actor polonez de teatru și film, cunoscut pentru interpretarea rolului Janosik în serialul TV polonez Janosik (1973).

## Biografie
Marek Perepeczko s-a născut pe 3 aprilie 1942 la Varșovia. În tinerețe a vrut să devină arhitect, dar s-a îndreptat în cele din urmă către cariera de actor. În anii 1960-1961 a interpretat în Studioul de poezie al lui Andrzej Konic de la Televiziunea Poloneză (Telewizja Polska, TVP) și tot în acei ani a jucat pe scena Teatrului Clasic. În 1965 a absolvit cursurile Facultății de Actorie a Școlii Naționale Superioare de Teatru „Aleksander Zelwerowicz” din Varșovia. A debutat pe scenă la 4 noiembrie 1965 în rolul Geza din piesa Garść piasku de Jerzy Przeździecki, pusă în scenă de Czesław Wołłejko la Teatrul Clasic. A făcut parte din trupa Teatrului Clasic din Varșovia (1966-1969) și apoi a Teatrului Komedia din Varșovia (1970-1977). A condus Teatrul Komedia pe parcursul acelor șapte ani.
Celebritatea sa s-a datorat în mare parte carierei cinematografice. A fost distribuit în 1965, printre altele, într-un mic rol din filmul Cenușa al lui Andrzej Wajda, iar apoi, patru ani mai târziu, a apărut în filmul Pan Wołodyjowski al lui Jerzy Hoffman, unde a interpretat rolul lui Adam Nowowiejski. A ajuns un actor foarte popular în primul rând în calitate de interpret al căpeteniei de haiduci Juraj Jánošík din serialul de televiziune Janosik (1973), regizat de Jerzy Passendorfer, obținând acest rol grație staturii sale impunătoare.
În anii 1980 a rămas în străinătate și a emigrat în Australia, unde a condus cluburi literare și trupe teatrale de amatori și a fondat Societatea temporară a amatorilor de teatru „Witkiewicz”. Timp de peste 15 ani nu a mai jucat pe scenele teatrelor poloneze sau în filme. S-a întors în Polonia după schimbările politice din Polonia din 1989. În anii 1997–2003 a fost actor și director general al Teatrului „Adam Mickiewicz” din Częstochowa. La sfârșitul anilor 1990 a început din nou să joace în seriale, interpretând rolul comisarului de poliție Władysław Słoik în serialul 13 posterunek (1997-1998), regizat de Maciej Ślesicki, și, de asemenea, în partea a doua a serialului din 2000. Chiar înainte de moartea sa a pregătit un spectacol intitulat Dwie morgi utrapienia la Teatrul din Czeski Cieszyn.
În cursul carierei sale, Marek Perepeczko a cântat adesea melodii de succes din repertoriul autohton sau internațional, printre care și cântecele lui Vladimir Vîsoțki. Modelele sale de actorie au fost Tadeusz Łomnicki și Laurence Olivier.
Marek Perepeczko a murit subit și fără copii în urma unui atac de cord survenit în apartamentul său din Częstochowa la 17 noiembrie 2005. Potrivit informațiilor furnizate de soția sa, actorul ar fi murit de fapt cu o zi mai devreme, pe 16 noiembrie 2005. Trupul actorului a fost incinerat, iar urna cu cenușa sa a fost depusă la 28 noiembrie 2005 în Cimitirul Powązki din Varșovia (secțiunea 141, rândul 5, spațiul 9). La 31 octombrie 2014 a fost dezvelită banca lui Marek Perepeczko pe Aleja Najświętszej Maryi Panny din Częstochowa, iar în iunie 2018 o stradă din centrul orașului Częstochowa a primit numele său.

## Viața personală

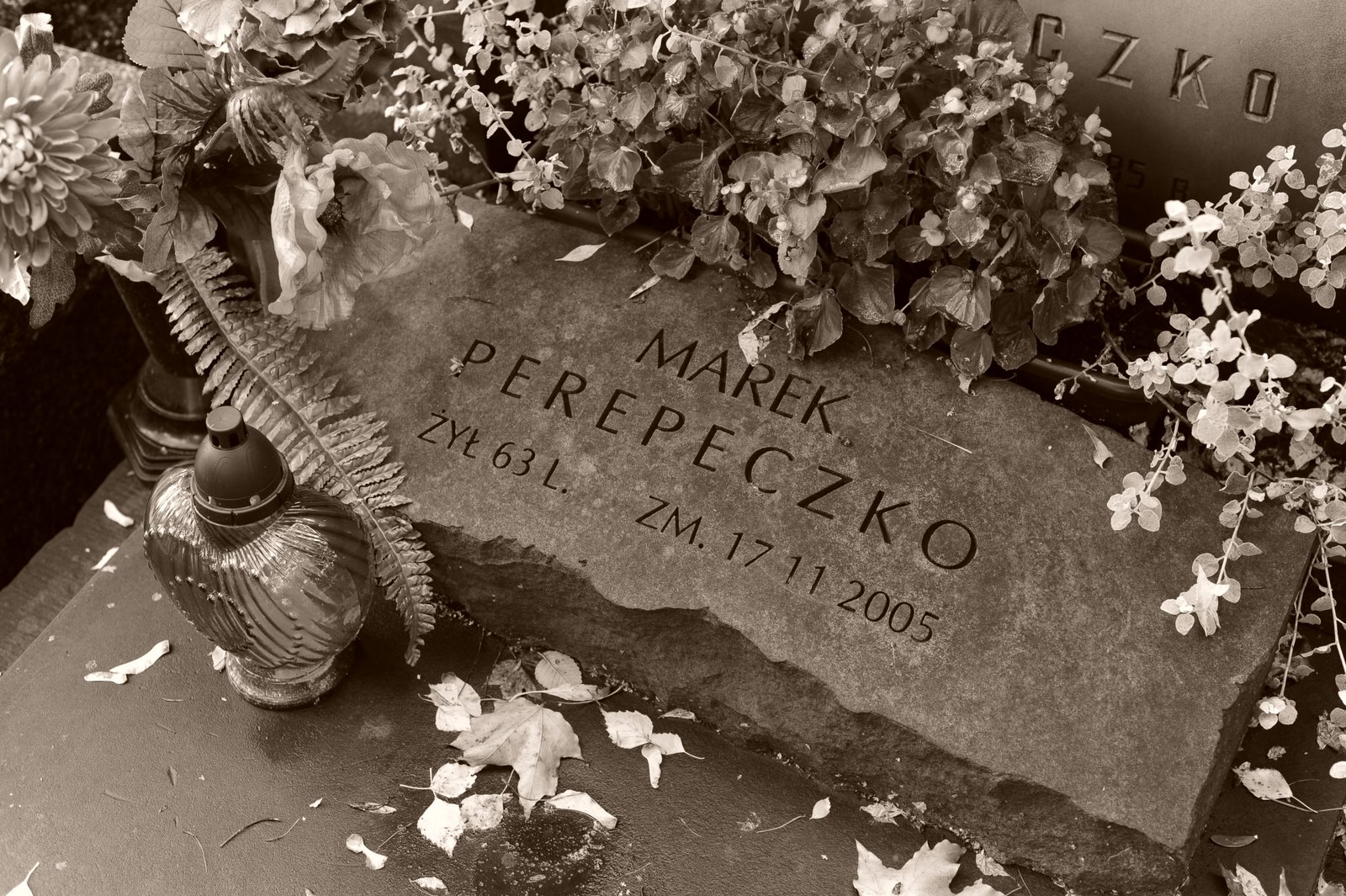
Fragment al pietrei funerare a lui Marek Perepeczko în Cimitirul Powązki din Varșovia

A avut înălțimea de 1,90 m. În tinerețe a practicat canotajul, baschetul și culturismul (era considerat un sportiv foarte promițător), formându-și o statură atletică impunătoare care i-a permis să obțină numeroase roluri în filme, printre care și rolul haiducului Janosik din serialul TV omonim. A fost căsătorit timp de 40 de ani cu actrița Agnieszka Fitkau-Perepeczko, pe care a cunoscut-o la Școala Națională Superioară de Teatru din Varșovia. Se înrudea cu marinarul și scriitorul Andrzej Perepeczko, care-i era verișor.

## Filmografie (selecție)
- Cenușa (1965) - banditul care o violează pe Helena
- Potem nastąpi cisza (1965) – lt. Marek Kolski
- Zejście do piekła (1966) – Odyn Schweiser
- Urletul lupilor (1968) – Aldek Piwko
- Polowanie na muchy (1969) – agentul publicitar din redacția ziarului „Myśli Młodych”
- Gniewko, syn rybaka (serial TV, 1968-1970) – Gniewko
- Pan Wołodyjowski (1969) – ofițerul Adam Nowowiejski
- Przygody pana Michała (serial TV 1969) – ofițerul Adam Nowowiejski
- Pădurea de mesteceni (1970) – muncitorul forestier Michał, logodnicul Malinei
- Kolumbowie (serial TV, 1970) – „Malutki”
- Przygoda Stasia (1970) – tatăl Stasiei
- Motodrama (1971) – șoferul de camion Niuniek
- Piłat i inni (1972) – centurionul Marek Szczurza Śmierć
- Nunta (1972) – cavalerul de onoare Jasiek
- Janosik (serial TV, 1973) – Janosik
- Janosik (1974) – Janosik
- Awans (1974) – Antek
- Śmierć autostopowiczek (în cehă Smrt stopařek) (1979) – Charvát; film cehoslovac
- 13 posterunek (serial TV, 1997–1998) – comisarul de poliție Władysław Słoik
- Sara (1997) – Józef, tatăl Sarei
- Pan Tadeusz (1999) – Maciej Dobrzyński „Chrzciciel”
- 13 posterunek 2 (serial TV, 2000) – comisarul de poliție Władysław Słoik
- Atrakcyjny pozna panią... (2004) – Henryk
- Dublerzy (2006) – Corazzi
- Dublerzy (serial TV, 2006) – Corazzi

## Premii
- Premiul „Kufel Warmiński” în sondajul revistei Panoramy Północy (1969)[3]
- Premiul Comitetului Radiodifuziunii și Televiziunii Poloneze pentru rolul principal în serialul de televiziune Gniewko syn rybaka (1970)[4]
- Premiul „Kufel Warmiński” în sondajul revistei Panoramy Północy (1975)[3][4]
- Premiul „Masca de aur” pentru cel mai bun actor din voievodatul Silezia pentru rolul Wernyhora din piesa Nunta pusă în scenă Teatrul „Adam Mickiewicz” din Częstochowa (2000)[3][4]
- Premiul primarului orașului Częstochowa pentru activitate culturală (2000)[3][4]
- Premiul „Masca de argint”, acordat de Societatea Płock a Prietenilor Teatrului, pentru rolul Marian Kosela din piesa Dwie morgi utrapienia, pusă în scenă la Teatrul „Jerzy Szaniawski” din Płock (2003)[3][4]